# Віджаявада
Віджаявада (англ. Vijayawada, телугу: విజయవాడ) або Безавада (Bezawada) — місто на півдні Індії, у штаті Андхра-Прадеш. Населення агломерації (2001): 1 039 518.

## Географія
Розташоване на річці Крішна, біля її гирла при впадінні в Бенгальську затоку. 

### Клімат
Місто знаходиться у зоні, котра характеризується кліматом тропічних саван. Найтепліший місяць — травень із середньою температурою 32.8 °C (91 °F). Найхолодніший місяць — січень, із середньою температурою 23.3 °С (74 °F).
| Клімат Віджаявади       | Клімат Віджаявади | Клімат Віджаявади | Клімат Віджаявади | Клімат Віджаявади | Клімат Віджаявади | Клімат Віджаявади | Клімат Віджаявади | Клімат Віджаявади | Клімат Віджаявади | Клімат Віджаявади | Клімат Віджаявади | Клімат Віджаявади | Клімат Віджаявади |
| Показник                | Січ.              | Лют.              | Бер.              | Квіт.             | Трав.             | Черв.             | Лип.              | Серп.             | Вер.              | Жовт.             | Лист.             | Груд.             | Рік               |
| Абсолютний максимум, °C | 33                | 37                | 42                | 44                | 47                | 47                | 41                | 38                | 37                | 37                | 34                | 32                | 47                |
| Середній максимум, °C   | 28                | 30                | 32                | 34                | 37                | 36                | 33                | 32                | 32                | 31                | 29                | 28                | 32                |
| Середня температура, °C | 23                | 25                | 27                | 29                | 32                | 31                | 29                | 28                | 28                | 27                | 25                | 23                | 27                |
| Середній мінімум, °C    | 18                | 20                | 22                | 25                | 27                | 27                | 25                | 25                | 25                | 24                | 21                | 19                | 23                |
| Абсолютний мінімум, °C  | 12                | 14                | 16                | 18                | 19                | 20                | 19                | 21                | 20                | 18                | 13                | 14                | 12                |
| Норма опадів, мм        | 0                 | 10                | 10                | 10                | 30                | 100               | 160               | 150               | 160               | 210               | 140               | 10                | 1050              |
| Днів з дощем            | 0                 | 1                 | 1                 | 1                 | 2                 | 6                 | 9                 | 9                 | 7                 | 8                 | 6                 | 1                 | 56                |
| Вологість повітря, %    | 77                | 75                | 74                | 75                | 69                | 66                | 79                | 83                | 81                | 85                | 79                | 78                | 77                |
| ----------------------- | ----------------- | ----------------- | ----------------- | ----------------- | ----------------- | ----------------- | ----------------- | ----------------- | ----------------- | ----------------- | ----------------- | ----------------- | ----------------- |
| Джерело: Weatherbase    |                   |                   |                   |                   |                   |                   |                   |                   |                   |                   |                   |                   |                   |

## Культура
Віджаявада є також центром індуїстського та буддистського паломництва.

### Туризм
Відомі місця включають капище Канака Дурґа, мечеть Газарат Бал та гору Ганді, де розміщена статуя Махатми Ганді (споруджена у 1968 році) з видом на місто, ювілейний музей Вікорії містить доісторичні вироби та статую Будди з чорного граніту, парк Раджива Ганді з невеликим зоопарком теж знаходяться у Віджаяваді.

### Освіта
Місто має коледж сходознавства та медичний коледж.

## Економіка
Дамба Пракасам на річці Крішна, завершена у 1959 році, є одним з перших головних зрошувальних проектів в регіоні. Село Кондапаллі, що лежить на відстані 4 км на північний захід від Віджаяавади, відоме як центр виробництва іграшок.

## Джерело
- Енциклопедія Британніка [Архівовано 5 серпня 2009 у Wayback Machine.]